# Музей военно-транспортной авиации (Иваново)
Музей военно-транспортной авиации открыт 14 августа 1984 года на территории 610-го Центра боевого применения и переучивания лётного состава военно-транспортной авиации Военно-Воздушных Сил, расположенного на аэродроме Северный в городе Иваново.
Само здание музея носит исторический характер — в нём формировалась ставшая легендарной истребительная эскадрилья из французских летчиков «Нормандия-Неман». Это засвидетельствовано на памятной доске при входе в музей.
В четырёх залах Музея развёрнута экспозиция, освещающая историю полков и соединений Военно-транспортной авиации: документы, карты, исторические фотографии, модели самолётов, радиостанции, приборные доски, образцы вооружения и так далее.

## Экспозиция

### Самолёты
| Производитель | Модель      | Тип                           | Серийный/регистрационный/бортовой номер | Авиакомпании, которым принадлежал | Примерная дата поступления в фонды музея | Особенности экспоната                         |
| ------------- | ----------- | ----------------------------- | --------------------------------------- | --------------------------------- | ---------------------------------------- | --------------------------------------------- |
|               | Ли-2        | Военно-транспортный самолёт   | № 55                                    | —                                 | 1978                                     | Надпись «За Родину» и знак «Гвардия» на борту |
|               | Ан-2ТД      | Транспортно-десантный самолёт | № 11                                    | —                                 | —                                        | —                                             |
|               | Ил-14Т      | Военно-транспортный самолёт   | № 15                                    | —                                 | —                                        | —                                             |
|               | Ан-12Б      | Военно-транспортный самолёт   | RA-11666                                | —                                 | 2003                                     | —                                             |
|               | Ан-12БК-ППС | Постановщик помех             | № 06                                    | —                                 | 2003                                     | —                                             |
| ТАПОиЧ        | Ан-22А      | Военно-транспортный самолёт   | RA-08830, сер. 0702                     | 8 втап                            | 2004                                     | —                                             |
|               | Ан-26       | Военно-транспортный самолёт   | RA-47403                                | —                                 | 2004                                     | —                                             |
| ТАПОиЧ        | Ил-76МД     | Военно-транспортный самолёт   | СССР-86913                              | —                                 | 2003                                     | —                                             |